# Poe Boy Entertainment
Poe Boy Music Group (anteriormente Poe Boy Entertainment) es un sello discográfico y fue creado por Elric "E-Class" Prince, el sello de fundador y CEO, en 1999. Presidente de Poe Boy Music Group Elvin "Big Chuck" Prince. CEO de Hiram Music Group y CEO de 24hourhiphop.com. Ese mismo año, el sello firmó con raperos locales de Miami, Cognito, POD, Rodney Kohn y Brisco que estableció el sello en movimiento. Poe Boy Music Group firmó actos con Flo Rida, J Randall, Kulture Shock, Ghostwridah, Billy Blue, Jacki-O, Rick Ross, Brianna  y
Mista Mac. 

## Artistas
- Flo Rida (Poe Boy/Atlantic)
- J Rand (Anteriormente conocido como J Randall) (Geffen Records)
- Brisco Cash money/Universal
- Brianna Perry (Poe Boy/Atlantic Records)
- Billy Blue (Poe Boy/Konvict/Mosley/Interscope)
- Ghostwridah (Poe Boy/Hiram Group
- Kulture Shock (consiste en City  Jase y Steph Lecor) (Poe Boy/Hiram Group)

## Productores
- Datos: Q2282920